# Minerální olej

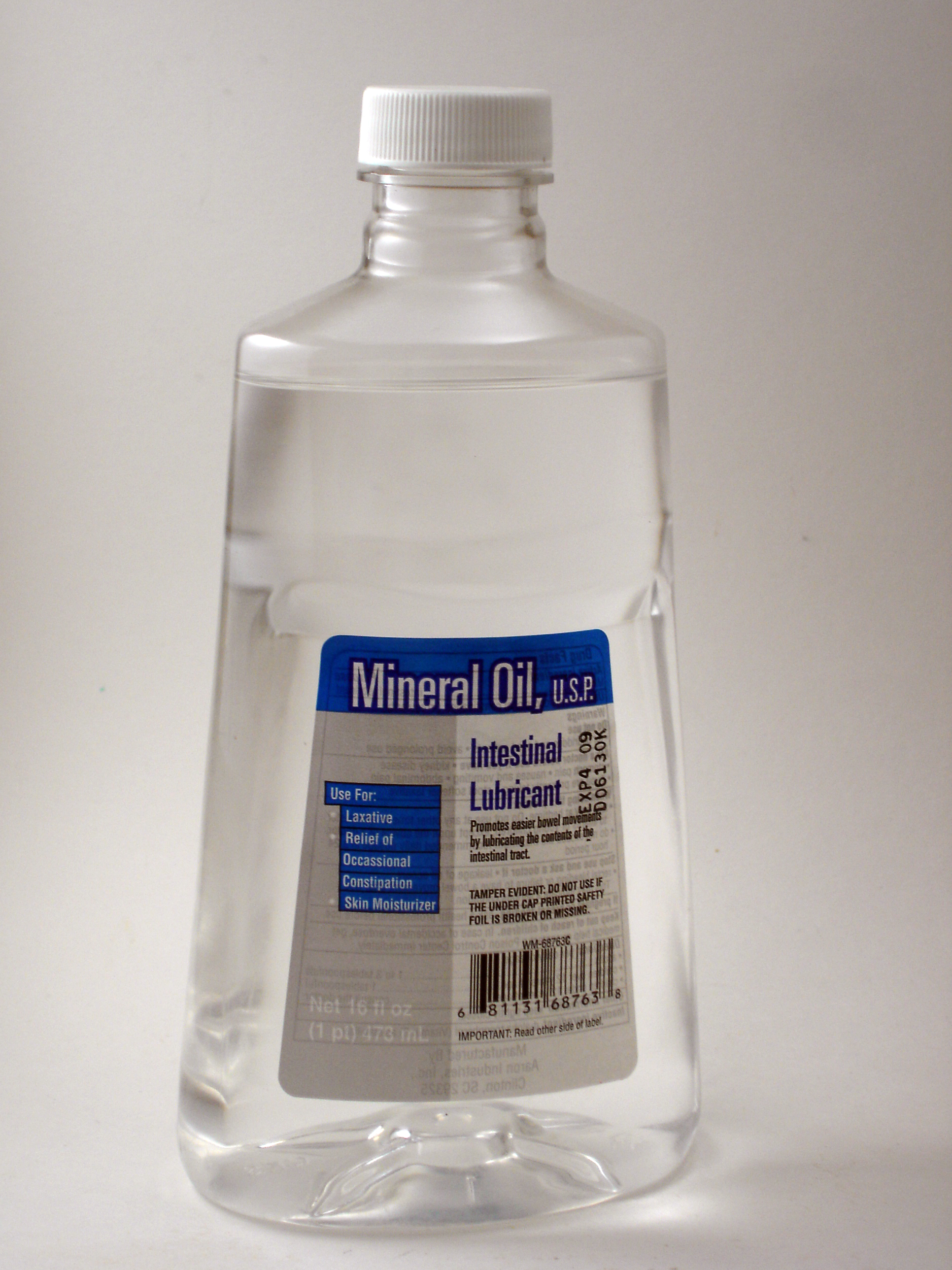
Láhev minerálního oleje jak se prodává v USA

Minerální olej (též ropný olej) je jedním z produktů frakční destilace ropy. Je to průhledný, bezbarvý olej složený především z alkanů (typicky s 15 až 40 atomy uhlíku v molekule) a cyklických parafinů, příbuzný s vazelínou (známou též jako bílá vazelina, v lékopisu latinsky Vaselinum album). Má hustotu okolo 0,8 g/cm3. Minerální olej je látka poměrně nízké ceny a vyrábí se ve velkých množstvích. Je dostupný jako lehký a těžký minerální olej.
Koncem 19. století byl poprvé použit termín „minerální olej“ nebo „skalní olej“ k popisu ropných uhlovodíků a souvisejících produktů, které byly získávány z vrtů do podzemních rezervoárů. Termín odlišoval ropné uhlovodíky získávané z podzemních zdrojů od jiných tehdejších zdrojů oleje, například palmového nebo velrybího oleje. Na dnešním petrochemickém trhu se termín „minerální olej“ často používá v právních dokumentech jako označení všech kapalných uhlovodíků a plynných produktů získávaných z ropných vrtů.
Existují tři základní třídy rafinovaných minerálních olejů:
- parafinové oleje, založené na n-alkanech
- naftenové oleje, založené na cykloalkanech
- aromatické oleje, založené na aromatických uhlovodících (neplést s esenciálními oleji)

## Vliv na zdraví
Podle IARC jsou minerální oleje prokázaný karcinogen (skupina 1), pokud jsou nezpracované či málo zpracované, ale plnězpracované jsou neklasifikované (skupina 3).

## Využití
- Projímadlo
- Lubrikant
- Kosmetika